# Флаг Севастополя
Флаг Севасто́поля (укр. Прапор Севастополя) — официальный символ города Севастополя, наряду с гербом и гимном.
Флаг утверждён 21 апреля 2000 года решением Севастопольского городского Совета № 519.

## Описание
«Флаг города представляет собой прямоугольное полотнище цвета бордо с соотношением ширины к его длине как 2:3 с помещённым в центре каждой из сторон полотнища гербом города-героя Севастополя, выполненным в цветном изображении согласно официальному описанию герба.
Габаритная ширина изображения герба на флаге составляет 2/5 части от длины полотнища флага».
Герб представляет собой скошенный геральдический щит французского типа. Верхнее поле серебряного цвета (на флаге изображается белым цветом), символизирующее белокаменный город, несёт изображение медали «Золотая Звезда», которой город был награждён в 1965 году за мужество и героизм, проявленный защитниками города в годы Великой Отечественной войны. Нижнее поле лазуревого цвета (на флаге изображается синим цветом), символизирующее море, на котором изображён Памятник затопленным (в годы Крымской войны) кораблям. Лавровая ветвь золотого цвета объединяет два поля, символизируя связь между историческим прошлым и настоящим города.

## Проект флага, созданный в 2014 году

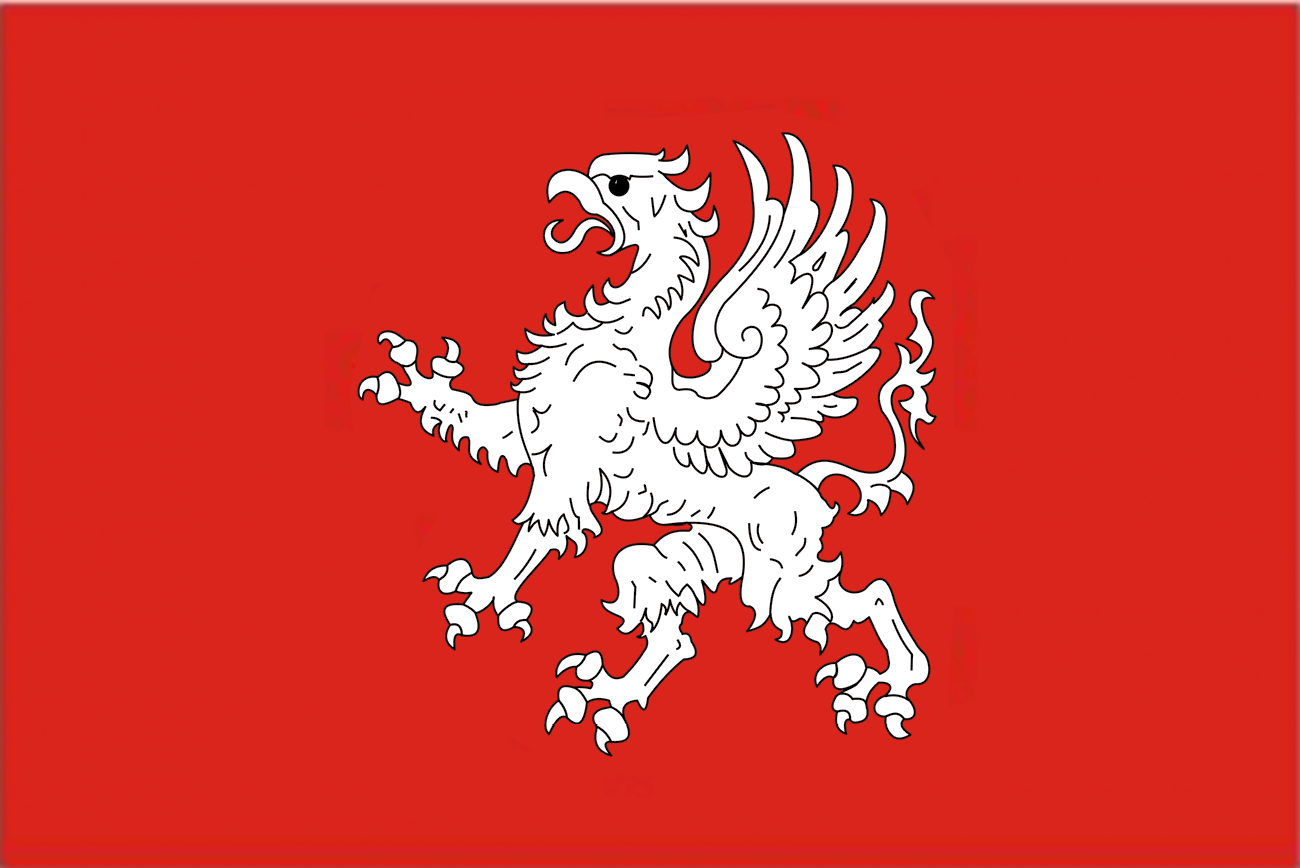
Проект флага Севастополя 2014

6 февраля 2015 года Законодательным Собранием города Севастополя был рассмотрен законопроект № 19/102 «О гербе и флаге города Севастополя», внесённый депутатом А. В. Ковшарём.
Данным законопроектом предусматривается возвращение, с некоторыми изменениями, исторического герба Севастополя 1893 года (серебряный грифон в червлёном поле) и принятие построенного на его основе флага, описание которого гласит: «Флаг города Севастополя представляет собой прямоугольное полотнище с соотношением высоты к длине 2:3, в центре которого серебряный восстающий грифон высотой 7/10 ширины флага».
Данный флаг в октябре 2014 года прошёл экспертизу в Геральдическом совете при Президенте Российской Федерации и был рекомендован к утверждению его флагом города Севастополя.
В июле 2015 года прошло расширенное заседании комиссии по культуре Общественно-экспертного совета при губернаторе Севастополя, на котором обсудили вопрос об официальных символах города. На заседании прозвучали различные точки зрения: геральдистов, которые считают необходимым принятие исторического герба 1893 года, и остальных членов комиссии по культуре, которые придерживаются противоположного мнения — сохранения советской эмблемы. Также на заседании было рассмотрено предложение о возможности проведения референдума по этому вопросу в единый день голосования — 3 воскресенье сентября 2016 года.
19 октября 2015 года законопроект о гербе и флаге Севастополя был отозван инициатором.